# Glen MacPherson
Glen MacPherson (ur. 29 października 1957 w Montrealu) – kanadyjski operator filmowy. Laureat Nagrody Gemini za najlepszą fotografię w serialu biograficznym CBC Keep Your Head Up, Kid: The Don Cherry Story (2010).
Ostatnio wykonał zdjęcia do filmu akcji Z podniesionym czołem (Walking Tall, 2004), w której główną rolę zagrał The Rock, i komedii Kontrola gniewu (Rebound, 2005) z Martinem Lawrence’em. Do największych przebojów, nad którymi pracował, należą: Ściągany (Wrongfully Accused, 1998), Romeo musi umrzeć (Romeo Must Die, 2000), Mroczna dzielnica (Exit Wounds, 2001) i Kolejny piątek (Friday After Next, 2002). Był operatorem historycznego dramatu biograficznego Gillies Mackinnon Senatorium poetów (Regeneration, 1997) z Jonathanem Pryce i Jamesem Wilby, za który otrzymał nominacje do nagród Genie i Kanadyjskiego Stowarzyszenia Operatorów.

## Filmografia

### Zdjęcia
- 1989: Zjadacz węży (Snake Eater)
- 1990: Anioł stróż (Clarence)
- 1991: Snake Eater II: The Drug Buster
- 1993: Dziewczyny cadillaca (Cadillac Girls)
- 1993: Historia Amy Fisher (Amy Fisher Story, The)
- 1993: Zastępstwo (Substitute, The)
- 1993: Cud na autostradzie (Miracle on Interstate 880)
- 1993: Wilk morski (Sea Wolf, The)
- 1993: Pogoń za prawdą (Dying to Remember)
- 1994: Mroczna postać (Voices from Within)
- 1995: Córeczka Johnny’ego (Johnny's Girl)
- 1995: Naznaczona (Serving in Silence: The Margarethe Cammermeyer Story)
- 1995: Bye, Bye Birdie
- 1995-2000:  Sliders - Piąty wymiar (Sliders)
- 1996: Doktor Who (Doctor Who)
- 1996: Pierwszy stopień (First Degree)
- 1996: Odnaleźć siebie (Calm at sunset)
- 1996: Kapitanowie zuchy (Captains Courageous)
- 1997: Sanatorium poetów (Regeneration)
- 1998: Ściągany (Wrongfully Accused)
- 2000: Romeo musi umrzeć (Romeo Must Die)
- 2001: Kamuflaż (Camouflage)
- 2001: Mroczna dzielnica (Exit Wounds)
- 2001-2004:  Babski oddział (The Division)
- 2002: Kolejny piątek (Friday After Next)
- 2002: Liczą się tylko Frankliny (All About the Benjamins)
- 2004: Z podniesionym czołem (Walking Tall)
- 2004: Ojciec mojego dziecka (My Baby's Daddy)
- 2005: Kontrola gniewu (Rebound)
- 2006: Swap Meet
- 2006: 16 przecznic (16 Blocks)
- 2007: Upiorna noc halloween (Trick 'r Treat)

### Kompozytor
- 1998:  Przymusowe lądowanie (Max Q)

### Aktor
- 2002:  Strictly Business: Making 'All About the Benjamins' jako on sam